# Morový sloup (Polička)
Mariánský morový sloup stojí uprostřed Palackého náměstí v Poličce v okrese Svitavy v Pardubickém kraji. Vznikl v letech 1727–1731 jako poděkování za ochranu před morovou epidemií v roce 1713. Vytesal jej východočeský sochař Jiří František Pacák pravděpodobně podle návrhu Františka Maxmiliána Kaňky. Monumentálně řešená barokní kompozice je dominantou poličského náměstí a patří k nejvýznamnějším kamenosochařským dílům tohoto typu v Česku. V roce 1958 byl zapsán mezi kulturní památky, od roku 2008 spolu s radnicí a ostatní sochařskou výzdobou na náměstí má statut národní kulturní památky.

## Historie

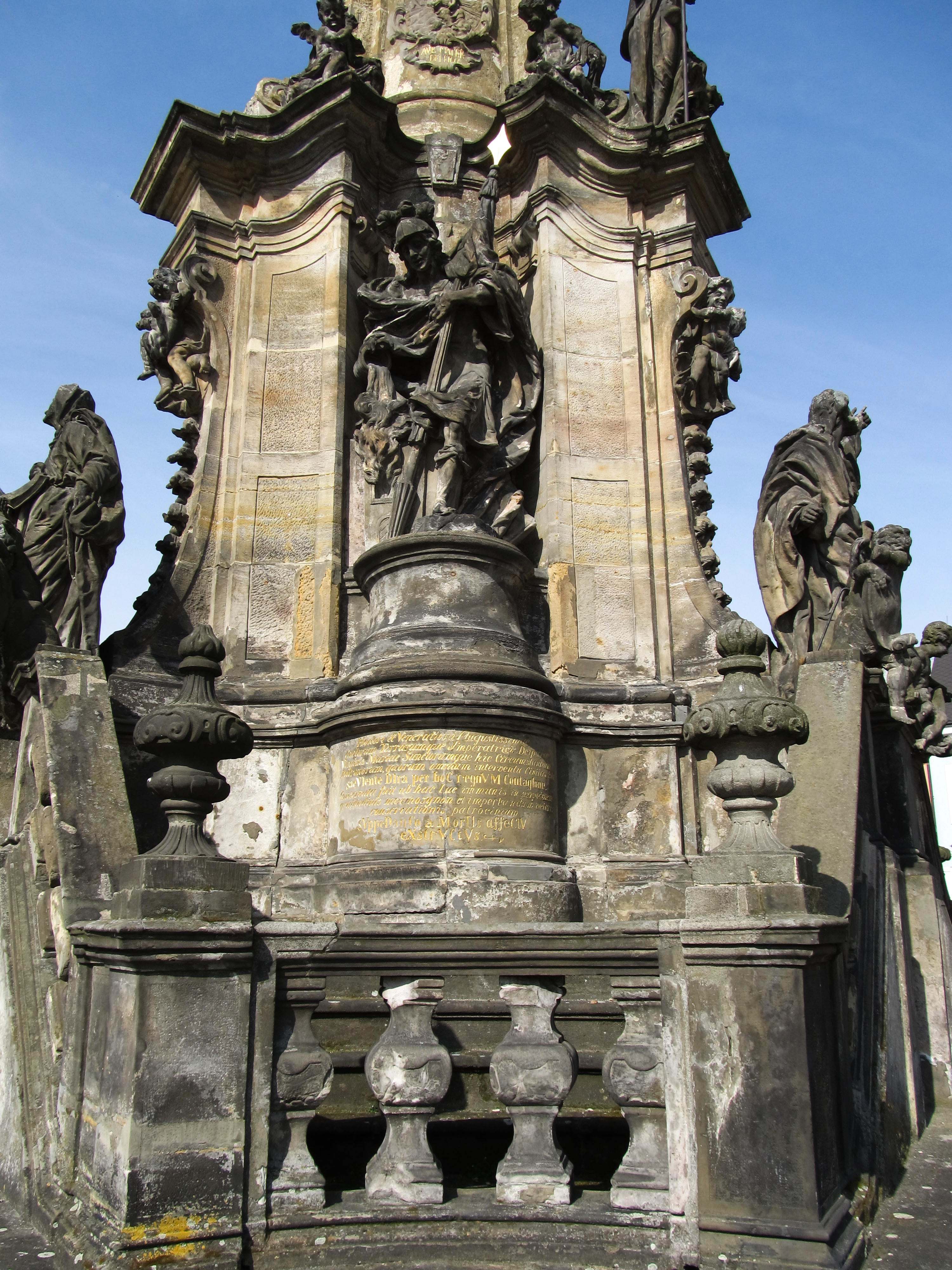
Latinský nápis pod sochou sv. Floriána

Mariánský sloup byl vztyčen na náměstí nákladem města Poličky, jako materiál byl použit pískovec z lomů v Maletíně. Finanční náklady ve výši bezmála 6 300 zlatých představovaly příjmy z obecních statků za deset let. Autorem architektonické kompozice byl pravděpodobně František Maxmilián Kaňka, který byl zřejmě i projektantem nové radnice, vzniklé o něco později. Sloup z let 1727–1731 je dílem sochaře Jiřího Pacáka z Litomyšle. Podle místní lidové pověsti byl sloup postaven v místě silného pramene, který měl být hrozbou v době povodní. Pramen byl zalit olovem a zasypán, mariánský sloup však přesto trpěl špatnou statikou. V letech 1742–1743 byl proto rozebrán a původní výška přesahující 25 metrů byla snížena na 22 m. Během 19. a 20. století byl sloup několikrát opravován, jak dokládají data vytesaná pod sochou sv. Anny. V roce 1958 byl sloup zapsán na seznam kulturních památek a spolu s radnicí a ostatní sochařskou výzdobou na náměstí byl v roce 2008 zařazen mezi národní kulturní památky.

## Popis

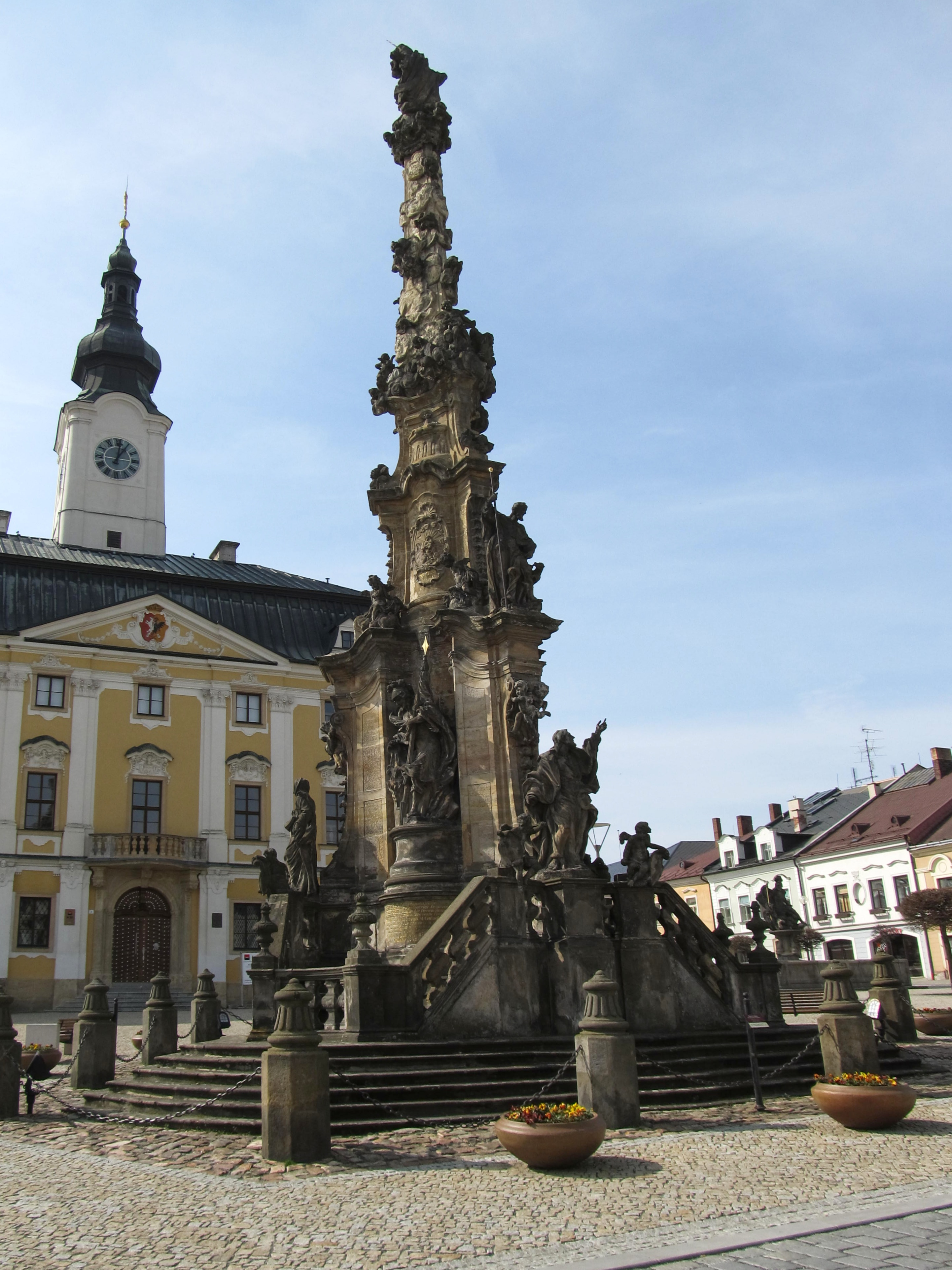
Palackého náměstí s radnicí a morovým sloupem

Podstavec sloupu stojí na schodišti trojúhelníkového tvaru, kolem podstavce je balustráda, na níž jsou umístěny sochy sv. Josefa, sv. Anny a sv. Jáchyma. Spodní díl podstavce je zakončen profilovanou římsou, nad níž stojí sochy sv. Karla Boromejského, sv. Šebestiána a sv. Rocha. Pod nimi ve výklencích jsou sochy sv. Václava, sv. Víta a sv. Floriána. V kartuších nad římsou jsou mariánské reliéfy Zvěstování, Nanebevzetí a Korunování Panny Marie. Horní část sloupu tvoří trojboký jehlanec ozdobený 23 andílky a 40 hlavičkami andílků. Sloup je zakončen sochou Panny Marie stojící na půlměsíci a zeměkouli. Celé sousoší je vysoké 22,5 metru, sochy světců mají výšku v rozmezí 2-2,5 metru. Na několika místech jsou latinské nápisy z roku 1731 s poděkováním Panně Marii za ochranu města před morovou epidemií. V roce 1929 byl pod sochu sv. Jáchyma přidán český nápis Vytesal Jiří Pacák sochař z Litomyšle v r. 1727–1731 na náklad města a paměť moru r. 1713. Na pilíři pod sochou sv. Anny byla postupně vytesána data oprav z 19. a 20. století. Poslední oprava proběhla v letech 1995–1997.